# Municipio de Crooked Creek (Arkansas)
El municipio de Crooked Creek (en inglés: Crooked Creek Township) es un municipio ubicado en el condado de Lonoke en el estado estadounidense de Arkansas. En el año 2010 tenía una población de 693 habitantes y una densidad poblacional de 6,62 personas por km².

## Geografía
El municipio de Crooked Creek se encuentra ubicado en las coordenadas 34°31′39″N 91°45′50″O / 34.52750, -91.76389. Según la Oficina del Censo de los Estados Unidos, el municipio tiene una superficie total de 104.72 km², de la cual 100,03 km² corresponden a tierra firme y (4,48 %) 4,69 km² es agua.

## Demografía
Según el censo de 2010, había 693 personas residiendo en el municipio de Crooked Creek. La densidad de población era de 6,62 hab./km². De los 693 habitantes, el municipio de Crooked Creek estaba compuesto por el 72,15 % blancos, el 24,82 % eran afroamericanos, el 0,87 % eran de otras razas y el 2,16 % eran de una mezcla de razas. Del total de la población el 1,15 % eran hispanos o latinos de cualquier raza.